# Прапор Хмельницького району
Прапор Хмельницького району — офіційний символ Хмельницького району Хмельницької області України, затверджений рішенням сесії Хмельницької районної ради 19 грудня 2003 року.

## Опис
Прапор району являє собою прямокутне полотнище у співвідношенні сторін 2:3, яке складається з зеленої, жовтої та синьої горизонтальних смуг та білої вертикальної смуги з трьома орнаментними квітками.